# Arnegard
Arnegard è un centro abitato (city) degli Stati Uniti d'America, situato nella Contea di McKenzie, nello Stato del Dakota del Nord. Nel censimento del 2000 la popolazione era di 105 abitanti. La città è stata fondata nel 1913.

## Geografia fisica
Secondo i rilevamenti dell'United States Census Bureau, la località di Arnegard si estende su una superficie di 0,7 km², tutti occupati da terre.

## Popolazione
Secondo il censimento del 2000, ad Arnegard vivevano 105 persone, ed erano presenti 23 gruppi familiari. La densità di popolazione era di 161 ab./km². Nel territorio comunale si trovavano 60 unità edificate. Per quanto riguarda la composizione etnica degli abitanti, il 97,14% era bianco e il 2,86% apparteneva a due o più razze.
Per quanto riguarda la suddivisione della popolazione in fasce d'età, il 31,4% era al di sotto dei 18, il 4,8% fra i 18 e i 24, il 23,8% fra i 25 e i 44, il 20,0% fra i 45 e i 64, mentre infine il 20,0% era al di sopra dei 65 anni di età. L'età media della popolazione era di 40 anni. Per ogni 100 donne residenti vivevano 101,9 maschi.